# مسجد سانت بطرسبرغ
مسجد سانت بطرسبرغ (بالروسية: Санкт-Петербу́ргская мече́ть)‏، عندما افتتح في سنة 1913، كان المسجد الأكبر في أوروبا، حيث يصل ارتفاع مآذنه إلى 49 متر وتعلوه القبّة الرائعة التي يبلغ ارتفاعها 39 مترا.